# Samsung Galaxy Note 7
Samsung Galaxy Note 7 — Android фаблет компанії Samsung Electronics, що став поліпшеним послідовником Samsung Galaxy Note 5, з основних функцій якого є пилевологозахищеність по стандарту IP68, загнутий з двох боків дисплей, поліпшений S-Pen стілус, біометричної системи Iris recognition, та USB-C портом.

## Сканер сітківки ока
Samsung Galaxy Note 7 — єдиний станом на листопад 2016 року смартфон, який має такий датчик.

## Загоряння і відкликання
2 вересня 2016 року компанія Samsung почала програму відкликання смартфонів, після того як було виявлено, що смартфон міг при певних умовах загорітися. Станом на 10 вересня 2016 року повідомлялося, що Samsung розв'язав проблему, в новій партії телефонів, що не мають цього недоліку позначаються чорним квадратом біля штрих-коду, та літерою "S" на коробці. Проте згодом компанія таки відмовилася від виробництва цієї моделі смартфонів. Через скандал із вибухами та загоряннями смартфонів та наступним припиненням їх виробництва, акції компанії різко впали та виробник зазнав чималих втрат. За словами представників компанії, Samsung зазнає збитків в 6,17 млрд доларів тільки прямих збитків від відмови виробництва Note 7.

## Після відкликання
У грудні 2016 Samsung випустив спеціальне програмне забезпечення, яке не дозволяє Note 7 з'єднуватись із мережею, хоча Verizon (один з операторів у США) заявив, що тисячі їхніх користувачів до цього часу (січень 2017) не повернули їх пристрої, можливо тому, що вони знайшли шлях як відмовитись від встановлення вищезгаданої мікропрограми. Дана програма забороняє зарядження пристрою понад 30% та дозволяє виконувати дзвінок на номер 911, але інші дзвінки перенаправляються на представника оператора, який вимагатиме повернути фаблет.
9 січня 2017 Samsung випустив оновлення в Південній Кореї, яке блокує зарядження пристрою понад 15%.
Повідомляється що, у зв'язку з тим, що Samsung готується представити новий флагман Galaxy S8, компанія, можливо, 23 січня 2017 оголосить доповідь з розслідування причин загоряння Galaxy Note 7.